# Садово-Крестьянская улица
Садо́во-Крестья́нская у́лица — улица в Южном административном округе города Москвы на территории района Орехово-Борисово Северное.

## История
Улица получила своё название 26 августа 1960 года, мотивация названия не установлена.

## Расположение
Садово-Крестьянская улица, являясь продолжением аллеи, проходящей от Дольской улицы, проходит от Новоцарицынского шоссе на северо-восток до Шипиловского проезда (согласно Яндекс.Картам; на картах OpenStreetMap аллея и Садово-Крестьянская улица обозначены как часть Дольской улицы, а Садово-Крестьянская улица обозначена северо-западнее как проходящая от Новоцарицынского шоссе на северо-восток вблизи Нижнего Царицынского пруда; на Картах Google аллея обозначена как часть Садово-Крестьянской улицы).

## Примечательные здания и сооружения
По нечётной стороне:
По чётной стороне:

## Транспорт

### Автобус
По Садово-Крестьянской улице наземный общественный транспорт не проходит. У юго-западного конца улицы, на Новоцарицынском шоссе, расположена остановка «Дольская улица» автобусов м82, с854.

### Метро
- Станция метро «Орехово» Замоскворецкой линии — южнее улицы, на Шипиловском проезде.
- Станция метро «Царицыно» Замоскворецкой линии — западнее улицы, на пересечении Каспийской и Луганской улиц.

### Железнодорожный транспорт
- Станция Царицыно Курского направления Московской железной дороги — западнее улицы, между Бутовской, Каспийской и Луганской улицами и улицей Тюрина.

В настоящее время улица перекрыта для движения транспорта бетонными блоками, но популярна среди прогуливающихся пешеходов, велосипедистов и самокатчиков, так как позволяет сократить путь и проходит в живописном месте - под кронами деревьев, с небольшим лугом вокруг.